# قنبلة عارمة
القنبلة العارِمة هي أحد أكبر القنابل التقليدية التي استخدمها سلاح الجو الملكي في الحرب العالمية الثانية.

## طالع المزيد
- أم كل القنابل
- عاصفة نارية